# Nukata no Ōkimi

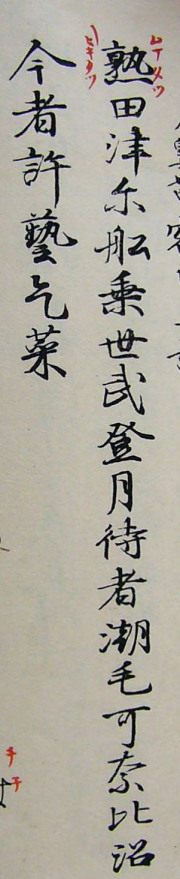
Manyōshū-Gedicht #8 von Nukata no Ōkimi

Nukata no Ōkimi (jap. im Man’yōshū: 額田王, im Nihongi: 額田姫王, dt. „Prinzessin Nukata“, auch Nukada; * um 630; † um 690) war eine japanische Waka-Dichterin.

## Leben und Wirken
Nukata no Ōkimi war die Tochter von Kagami no Ō(kimi) (鏡王, „Prinz Kagami“) und vermutlich die jüngere Schwester der Dichterin Kagami no Ōkimi (鏡王女).
Sie wurde die Favoritin des Tennō Temmu, dem sie die Prinzessin (und spätere Kaisergemahlin) Tōchi gebar. Später soll sie sich – aus nicht mehr bekannten Gründen – dessen älterem Bruder Tenji angeschlossen haben, nach dessen Tod sie zu Temmu zurückkehrte.
Drei ihrer Chōka (Langgedichte) und neun ihrer Tanka (Kurzgedichte) wurden in die große japanische Anthologie Man’yōshū aufgenommen – eines davon versehentlich zweimal. Ihr Gedicht #9 im Man’yōshū gilt als das schwierigste in der Anthologie, da die ersten beiden Verse heute unverständlich sind und auch deren Aussprache nicht bekannt ist. So schlug beispielsweise Alexander Vovin vor, dass die ersten beiden Verse in Altkoreanisch abgefasst sind, statt Altjapanisch wie der Rest des Gedichts.